# Lycée horticole
Dans l'enseignement agricole en France, un lycée horticole délivre des enseignements dans le domaine de l'horticulture.
Les lycées horticoles préparent aux examens du CAPA et baccalauréat professionnel, section horticulture.
Il existe deux options au CAPA :
- les productions horticoles ;
- les travaux paysagers.

## Lycées horticoles en France
- Antibes
- Blois
- Bordeaux
- Châteaulin
- Dunkerque
- Évreux
- Fayl-Billot
- Grand Blottereau Nantes
- Grenoble St Ismier
- Kerplouz
- La Loupe, Lycée Notre Dame des Jardins de la Fondation d'Auteuil
- Langueux
- Lyon Dardilly
- Lyon Pressin
- Marcoussis, lycée Saint-Antoine de la Fondation d'Auteuil
- Mesnières-en-Bray
- Montereau-Forges
- Montreuil
- Niort
- Orléans, école d'horticulture de la mouillère
- Paris, école du Breuil dans le bois de Vincennes
- Quimper-Kerbenez
- Raismes
- Ribecourt Dreslincourt
- Romans
- Sermoise sur Loire
- Thuré
- Fénelon, Vaujours (lycée du paysage et Unité de Formation par Apprentissage)
- Wintzenheim
- EPLEFPA des Flandres, site de Lomme
- EPLEFPA des Flandres, site de Dunkerque